# Santo Ângelo Airport
Santo Ângelo Airport (portugisiska: Aeroporto de Santo Ângelo, engelska: Sepé Tiaraju Airport, portugisiska: Aeroporto Sepé Tiaraju) är en flygplats i Brasilien.   Den ligger i kommunen Santo Ângelo och delstaten Rio Grande do Sul, i den södra delen av landet, 1 500 km söder om huvudstaden Brasília. Santo Ângelo Airport ligger 320 meter över havet.
Terrängen runt Santo Ângelo Airport är huvudsakligen platt. Santo Ângelo Airport ligger uppe på en höjd. Närmaste större samhälle är Santo Ângelo, 9,2 km väster om Santo Ângelo Airport.
Trakten runt Santo Ângelo Airport består till största delen av jordbruksmark. Runt Santo Ângelo Airport är det glesbefolkat, med 14 invånare per kvadratkilometer.